# Крилатське (район)
Крилатське (рос. Крылатское) — район у Західному адміністративному окрузі Москви і однойменне внутрішньоміське муніципальне утворення (муніципальний округ). Розташоване на правому березі Москви-ріки, між районами Кунцево, Хорошево-Мневники, Строгіно і Філівський Парк.
Назва — від колишнього села Крилатське, відомого з початку XV століття, наприкінці XVI — початку XVII ст. — володіння бояр Романових. В 1862—1877 побудована церква Різдва Божої Матері. З 1960 року перебуває у межах Москви. У районі Крилатського проводяться змагання дельтапланеристів, мотоциклістів, автомобілістів, лижників. В 1970-х роках поблизу Крилатського створено однойменний спортивний комплекс. Від Рубльовського шосе прокладена автодорога, впорядковано набережні. У районі розташована станція метро «Крилатське» Арбатсько-Покровської лінії Московського метрополітену
На 2010 рік площа району становить 1204,46 га. Населення району за переписом 2010 року — 82 606 осіб.

## Територія та межі
Межі району «Крилатське» проходить по осі Рубльовського шосе, далі по міській межі Москви (зовнішній межі смуги відведення Московської кільцевої автомобільної дороги, включаючи всі транспортні розв'язки вулиць і доріг), південна та південно-східна межа території Серебряноборського лісництва, осі русла річки Москви, осі Крилатської вулиці до Рубльовського шосе.

## Природа і екологія
У Крилатському знаходиться 5 унікальних пам'яток природи, які займають 300 га. Серед них: природно-історичний парк «Москворецький»: Серебряноборське лісництво, Крилатські пагорби, Татарівська заплава тощо.